# Cyrtodactylus mansarulus
Cyrtodactylus mansarulus är en ödleart som beskrevs av  Duda och SAHI 1978. Cyrtodactylus mansarulus ingår i släktet Cyrtodactylus och familjen geckoödlor. Inga underarter finns listade i Catalogue of Life.